# TWISTER -EP-
『TWISTER -EP-』（ツイスター イーピー）は、NICO Touches the WallsのEP。2018年7月25日にKi/oon Musicから発売された。

## 解説
前作『OYSTER -EP-』から約8ヶ月ぶりのリリース。当初は7月4日発売の予定であったが、制作上の都合により延期となった。
『OYSTER -EP-』に引き続き、1形態でのリリースとなり、ボーナスディスクとして同じ曲のアコースティック盤を封入した2枚組となっている。
「VIBRIO VULNIFICUS」と「SHOW」の2曲に共同プロデューサーとして浅野尚志を迎えて制作されている。浅野は今作のリリースに伴ったツアー『N X A TOUR』のうち「Electric Side」と「Lake Side」さらに追加公演の「Funny Side」にもサポートメンバーとして参加している。

## 収録曲
作詞作曲：光村龍哉（「Kareki is burning!」のみカレキーズ）
1. VIBRIO VULNIFICUS
本作のリードトラック。ミュージックビデオが存在する。7月14日に先行ダウンロード配信が開始された。
吉沢亮主演のテレビ東京系列ドラマ24『GIVER 復讐の贈与者』エンディングテーマ。
2. SHOW
3. FRITTER
4. 来世で逢いましょう
2009年の楽曲「N極とN極」の"後日談"を描いたとされている[4]。
5. Kareki is  burning!
古村、坂倉、対馬からなるカレキーズ2作目となる楽曲。歌詞の内容は光村へのメッセージでもあるとされている。

### ボーナスディスク
1. VIBRIO VULNIFICUS (Acoustic ver.)
2. SHOW (Acoustic ver.)
3. FRITTER (Acoustic ver.)
4. 来世で逢いましょう (Acoustic ver.)
5. Kareki is burning!!